# Pallada (schip, 1989)
Pallada (Russisch: Паллада) is een Russische driemaster. Het is een schoolschip van de Universiteit voor techniek en (industriële) visserij van Vladivostok. Het schip werd gebouwd op de scheepswerf van Gdańsk in Polen in 1989 en is een zusterschip van de Dar Młodzieży (1982), Druzhba (1987), Mir (1987), Khersones (1988) en Nadeshda (1992).
Het schip is genoemd naar een oorlogsschip (fregat) van de Russische marine uit de 19e eeuw, die op haar beurt naar de antieke godin Pallas genoemd werd.
In 2007 heeft de Pallada het wereldrecord voor snelheid van een zeilschip gevestigd, namelijk 18,7 knopen. Deze prestatie is erkend door het Guinness Book of Records.